# Unax Ugalde
Unax Ugalde Gutiérrez (Vitoria, País Vasco, 27 de noviembre de 1978) es un actor español de cine, teatro y televisión.

## Biografía
Unax Ugalde, hijo de un obrero de los Altos Hornos y una ama de casa, nació el 27 de noviembre de 1978 en Vitoria. Si bien ambicionaba convertirse en un estudiante de ciencias del mar, se aficionó al mundo de la interpretación, inscribiéndose a las clases de Arte Dramático. Para sufragarse sus estudios trabajó en un supermercado donde se disfrazaba de bola de chocolate. Consiguió su primer trabajo en una serie de ETB llamada Entre dos fuegos en 1998.
En 1999 abandonó el País Vasco para labrarse una carrera como actor en Madrid. Gracias a las series A las once en casa (donde interpreta a Coyote, el novio de una chica llamada Lucía), El grupo y Periodistas alcanzaba cierta notoriedad. La Unión de Actores lo propuso para el premio de mejor actor revelación por la segunda (2000) -en la que Unax interpretaba a un ex drogadicto que debía reanudar sus vínculos familiares- y al de mejor actor secundario por la tercera (2001), año en el que optó al Fotogramas de Plata. Completó su trabajo en la tele con una aparición en Compañeros, en la que encarnó a un atracador que perece en un instituto mientras intentaba huir de la policía.
En el cine debutó en Báilame el agua (2000) como protagonista. Además, escribió algunas frases de guion de la misma. El primer papel importante de cine le llegaba con Volverás (2002). En ella encarnaba a un buen estudiante que, a punto de abandonar su casa, se encontraba con su hermano delincuente (Tristán Ulloa), apartándose así del buen camino, y al que trataba de ayudar a lo largo de una noche en la que alcanzaría la madurez emocional. En 2002, Unax Ugalde tiene un papel secundario en Bellas durmientes de Eloy Lozano, al igual que un año después, 2003, obtiene un papel similar en Diario de una becaria de Josecho San Mateo, director con el que ya estuvo en Báilame el agua.
Ese mismo año estuvo a punto de estrenar en las tablas con Equus, donde debía interpretar el mismo papel por el cual Peter Firth fue candidato al Óscar: un joven agresivo, al borde de la locura, con un gran miedo al mundo exterior -como lo fue el adolescente que encarnó en El grupo-, vencido por la timidez y la inestabilidad emocional. Finalmente la obra se suspendió.
A pesar de ello esta tentativa frustrada puso de relieve el hecho de que Unax Ugalde se estaba especializando papeles de jóvenes violentos de buen corazón, como el "Gorilo" de  Héctor (Gracia Querejeta, 2004). Ese mismo año el realizador Pablo Malo -con quien ya había trabajado en un cortometraje- le ofreció protagonizar Frío sol de invierno. Dos meses del estreno de esta última, Unax Ugalde recibía una candidatura a los Premios Goya por su interpretación en Héctor, así como una nueva mención en la Unión de Actores.
Al año siguiente estrenaba Reinas, en la que se metía en la piel de un hombre a punto de casarse con su novio (Daniel Hendler) en la primera boda homosexual española y que no podía soportar a su castrante suegra, cuya perra llegaba a perder de manera deliberada fruto de la impotencia al ver una intrusa en su alrededor que le imposibilita poder llevar una vida normal, desbaratando incluso su relación sexual con su novio. En su siguiente película (Alatriste) encarnaba al hijo de un compañero de Viggo Mortensen muerto en Flandes, durante cuyo rodaje se enteró de que Daniel Brühl interpretaría a Salvador Puig Antich en la película Salvador dirigida por Manuel Huerga, en detrimento de su propia candidatura. Íñigo, su personaje en Alatriste, era un hombre rebelde que a pesar de admirar al Capitán, no evita desobedecerle y actuar como mercenario, como un jugador que se endeuda: un joven idealista adverso a la Inquisición, con grandes sueños de libertad que se desvanecen.
Apenas concluido su cometido en dicho filme, Unax Ugalde filmaba su tercera película internacional, si bien en esta ocasión lo hacía en una lengua que no era la suya: el inglés. Miloš Forman lo contrataba para encarnar al hermano de Natalie Portman en Los fantasmas de Goya. Javier Bardem, Randy Quaid, Stellan Skarsgård, Eusebio Lázaro, Blanca Portillo, José Luis Gómez, Andrés Gertrúdix y Fernando Tielve completaban el reparto.
Compaginó los últimos dos rodajes con la promoción de Shooting Star que lo llevó, entre otros lugares, al Festival de Berlín -donde se encontró por sorpresa al presentador Antonio Muñoz de Mesa- y en noviembre de 2005 al Festival de Sevilla. 
También en el año 2005 protagonizó la película Rosario Tijeras en Medellín Colombia donde tuvo que aprender el acento paisa y años después opinó lo siguiente: "Un placer […] trabajar en Colombia donde hice dos películas Rosario Tijeras y El amor en los tiempos del cólera. He tenido más ofertas para quedarme o trabajar allí, y seguro que volveré, porque me encanta el país y me encanta la gente. Aprendí mucho. La experiencia de Medellín con Rosario fue maravillosa". Film que también fue nominado a los Premios Goya por mejor película extranjera y en el año 2006  a mejor película de habla hispana. 
En 2006, antes del estreno de  Alatriste, rodó junto a Julianne Moore Savage Grace, en el 2007 hizo su aparición como el joven Florentino Ariza en la película adaptada del libro El amor en los tiempos del cólera (Love in the time of Cholera). En Cartagena de Indias Colombia Película que le valió una nominación a la cantante Shakira a los Globo de Oro por mejor canción original. 
A continuación protagonizó La buena nueva, en la que interpreta a un párroco que pasa la guerra civil española en Alsasua y que verá horrorizado las atrocidades que se cometen en nombre de la religión. Película que protagoniza junto con Bárbara Goenaga y Guillermo Toledo entre otros; la película está dirigida por Helena Taberna.

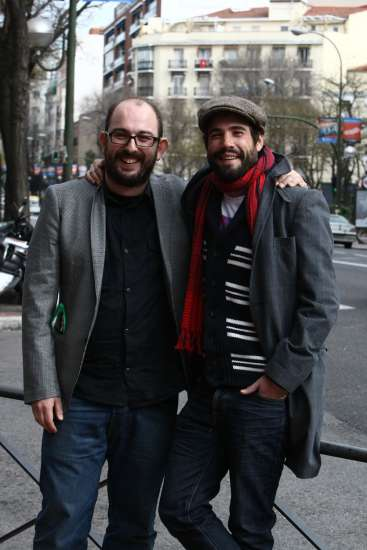
El director de cine Borja Cobeaga y Unax Ugalde, en enero de 2011.

En 2008, Ugalde interpreta el papel de Roberto Rodríguez alias "El vaquerito" en la primera parte de película inspirada en la vida del Che Guevara, Che, el argentino. La película inspirada en la vida del "Che" es una superproducción del director estadounidense Steven Soderbergh. En el 2010, Ugalde realizó tres películas: Cefalópodo de Rubén Imaz, una película mexicana sobre la superación del duelo en una pareja; Bon appétit, ópera prima de David Pinillos rodada en Zúrich (Suiza) y en inglés, además ganadora del Goya a Mejor dirección novel; y por último No controles de Borja Cobeaga, director de Pagafantas.
En el 2011, Ugalde estrena dos películas. La primera es  Encontrarás dragones, película dirigida por Roland Joffé basada en la vida del sacerdote Josemaría Escrivá de Balaguer, fundador del Opus Dei. La película consiguió ser el segundo mejor estreno de cine español de principios del año 2011 en un fin de semana, solo por detrás de Torrente 4; la segunda película es Tequila: Historia de una pasión, segunda colaboración de Ugalde en el país azteca. Además, Ugalde ha grabado escenas para Olaguíbel 1808 que es una obra de teatro dirigida por Patxi Basabe, la obra contiene escenas grabadas para crear una interacción entre la obra y el espectador. Al igual, tiene pendiente de estreno Baztan de Iñaki Elizalde, una película española rodada en dicha localidad y en euskera cuyo estreno será en el Festival de Cine de San Sebastián en 2012.
En 2012, Ugalde rodó Drácula de Dario Argento, una película de terror que fue rodada en 3D y en inglés. Ugalde interpretó el papel de Jonathan Harker, uno de los principales protagonistas. La película fue presentada en el Festival de Cine de Cannes y en el Festival de Cine de Sitges. Además, Ugalde ha sido contratado recientemente para unirse al reparto de la tercera temporada de la serie de televisión Gran reserva cuyo estreno sigue pendiente.
A finales de 2012 rodó dos películas, Bypass de Aitor Mazo y Patxo Tellería; junto con Bárbara Goenaga y Gorka Otxoa, segunda película que rueda en euskera, estrenada en octubre de ese mismo año; y Somos gente honrada de Alejandro Marzoa y producida por Andreu Buenafuente y José Corbacho, una película que relata cómo viven un grupo de personas la actual crisis económica.
En 2014 protagonizó Lasa y Zabala de Pablo Malo, película basada íntegramente en el sumario de este caso, en la que interpretó al abogado Iñigo Iruin.

## Filmografía

### Cine
| Año  | Película                                    | Director                  |
| ---- | ------------------------------------------- | ------------------------- |
| 2000 | Báilame el agua                             | Josecho San Mateo         |
| 2001 | Mi dulce                                    | Jesús Mora                |
| 2002 | Volverás                                    | Antonio Chavarrías        |
| 2002 | Bellas durmientes                           | Eloy Lozano               |
| 2003 | Cámara oscura                               | Pau Freixas               |
| 2003 | Diario de una becaria                       | Josecho San Mateo         |
| 2004 | Héctor                                      | Gracia Querejeta          |
| 2004 | Frío sol de invierno                        | Pablo Malo                |
| 2005 | Reinas                                      | Manuel Gómez Pereira      |
| 2005 | Rosario Tijeras                             | Emilio Maillé             |
| 2006 | Los fantasmas de Goya                       | Miloš Forman              |
| 2006 | Alatriste                                   | Agustín Díaz Yanes        |
| 2006 | Savage Grace                                | Tom Kalin                 |
| 2007 | La buena nueva                              | Helena Taberna            |
| 2007 | El amor en los tiempos del cólera           | Mike Newell               |
| 2008 | Che, el argentino                           | Steven Soderbergh         |
| 2010 | Cefalópodo                                  | Rubén Imaz                |
| 2010 | Bon appétit                                 | David Pinillos            |
| 2010 | No controles                                | Borja Cobeaga             |
| 2011 | Encontrarás dragones                        | Roland Joffé              |
| 2011 | Tequila: Historia de una pasión             | Sergio Sánchez Suárez     |
| 2011 | Baztan                                      | Iñaki Elizalde            |
| 2012 | Drácula                                     | Dario Argento             |
| 2012 | Bypass                                      | Aitor Mazo Patxo Tellería |
| 2013 | Somos gente honrada                         | Alejandro Marzoa          |
| 2013 | Cásate conmigo                              | Miguel Mas                |
| 2014 | Lasa y Zabala                               | Pablo Malo                |
| 2016 | Manual de principiantes para ser Presidente | Salim Nayar               |
| 2017 | Operación Concha                            | Antonio Cuadri            |
| 2019 | La estrategia del pequinés                  | Elio Quiroga              |

### Cortometrajes
| Año  | Película              | Director       |
| ---- | --------------------- | -------------- |
| 2001 | Jardines deshabitados | Pablo Malo     |
| 2003 | Tatuaje               | Guillermo Ríos |
| 2017 | Guerra                | Residente      |

### Televisión
| Año         | Título                         | Canal       | Personaje                    | Notas         |
| ----------- | ------------------------------ | ----------- | ---------------------------- | ------------- |
| 1998 - 1999 | A las once en casa             | La 1        | Coyote                       | 26 episodios  |
| 1999        | Compañeros                     | Antena 3    | Manuel "Manu"                | 1 episodio    |
| 1999        | Condenadas a entenderse        | Antena 3    | Toño                         | 10 episodios  |
| 2000        | El grupo                       | Telecinco   | Fidel Ortiz                  | 11 episodios  |
| 2001 - 2002 | Periodistas                    | Telecinco   | Óscar Gontard                | 21 episodios  |
| 2002        | 7 vidas                        | Telecinco   | Cholo                        | 1 episodio    |
| 2008        | Cuéntame cómo pasó             | La 1        | Jorge Arias                  | 10 episodios  |
| 2011        | El asesinato de Carrero Blanco | La 1        | Argala                       | 2 episodios   |
| 2013        | Gran reserva                   | La 1        | Carlos Cortázar              | 13 episodios  |
| 2016        | Bajo sospecha                  | Antena 3    | Dr. Daniel Legarra           | 10 episodios  |
| 2018        | Pequeñas coincidencias         | Prime Video | Mario Pachón                 | 8 episodios   |
| 2018 - 2020 | Vivir sin permiso              | Telecinco   | Marcos Hevia / Malcolm Sousa | 15 episodios  |
| 2019        | Brigada Costa del Sol          | Telecinco   | Edi                          | 4 episodios   |
| 2020        | La valla                       | Antena 3    | Hugo Mujica                  | 13 episodios  |
| 2020 - 2021 | Amar es para siempre           | Antena 3    | Gorka Etura                  | 251 episodios |
| 2021        | Ana Tramel. El juego           | La 1        | Alejandro Tramel             | 6 episodios   |
| 2022        | Servir y proteger              | La 1        | Matías Medina                | 47 episodios  |
| 2023        | Entre tierras                  | Antena 3    | Manuel Cervantes             | 9 episodios   |
| 2024        | Detective Touré                | La 1        | Arretxe                      | 6 episodios   |
| 2024        | Mary & George                  | SkyShowtime | Diego Sarmiento              | 2 episodios   |

### Teatro
- Olaguíbel 1808, Patxi Basabe (escenas grabadas), 2011.
- Alejandro Magno, de Jean Racine, 2015.
- Escuadra hacia la muerte, de Alfonso Sastre, 2016.

## Premios

### Premios Goya
| Año  | Categoría                                                  | Película | Resultado |
| ---- | ---------------------------------------------------------- | -------- | --------- |
| 2004 | Premio Goya a la mejor interpretación masculina de reparto | Héctor   | Nominado  |

### Unión de Actores
| Año  | Categoría                                     | Película/Obra de teatro/Serie | Resultado |
| ---- | --------------------------------------------- | ----------------------------- | --------- |
| 2010 | Mejor actor protagonista de cine              | Bon appétit                   | Nominado  |
| 2004 | Mejor actor secundario de cine                | Héctor                        | Nominado  |
| 2001 | Mejor interpretación de reparto de televisión | Periodistas                   | Nominado  |
| 2000 | Mejor interpretación revelación               | El grupo                      | Nominado  |

### Fotogramas de Plata
| Año  | Categoría                                        | Película/Serie/Obra de teatro | Resultado |
| ---- | ------------------------------------------------ | ----------------------------- | --------- |
| 2001 | Fotogramas de Plata al mejor actor de televisión | Periodistas                   | Nominado  |

### Festival de Cine Independiente de Ourense
- Mejor actor protagonista por Frío sol de invierno (2004)

### Festival de Cine Viña del Mar
- Mejor actor protagonista por Frío sol de invierno (2004)

### Premio Turia
- Actor revelación por Báilame el agua (2001)

### Premio Bogart
- Mejor intérprete vasco (2001)

### Premio Gaztea Sariak
- Mejor actor (2000)

### Festival de Valladolid
- Premio al Mejor actor por La buena nueva (2009)

### Festival de Cine Español de Málaga
- Bíznaga de Plata al Mejor actor por Bon appétit (2010)